# Facussa
La facussa è una varietà  di cucumis melo melone importato dalla Tunisia.

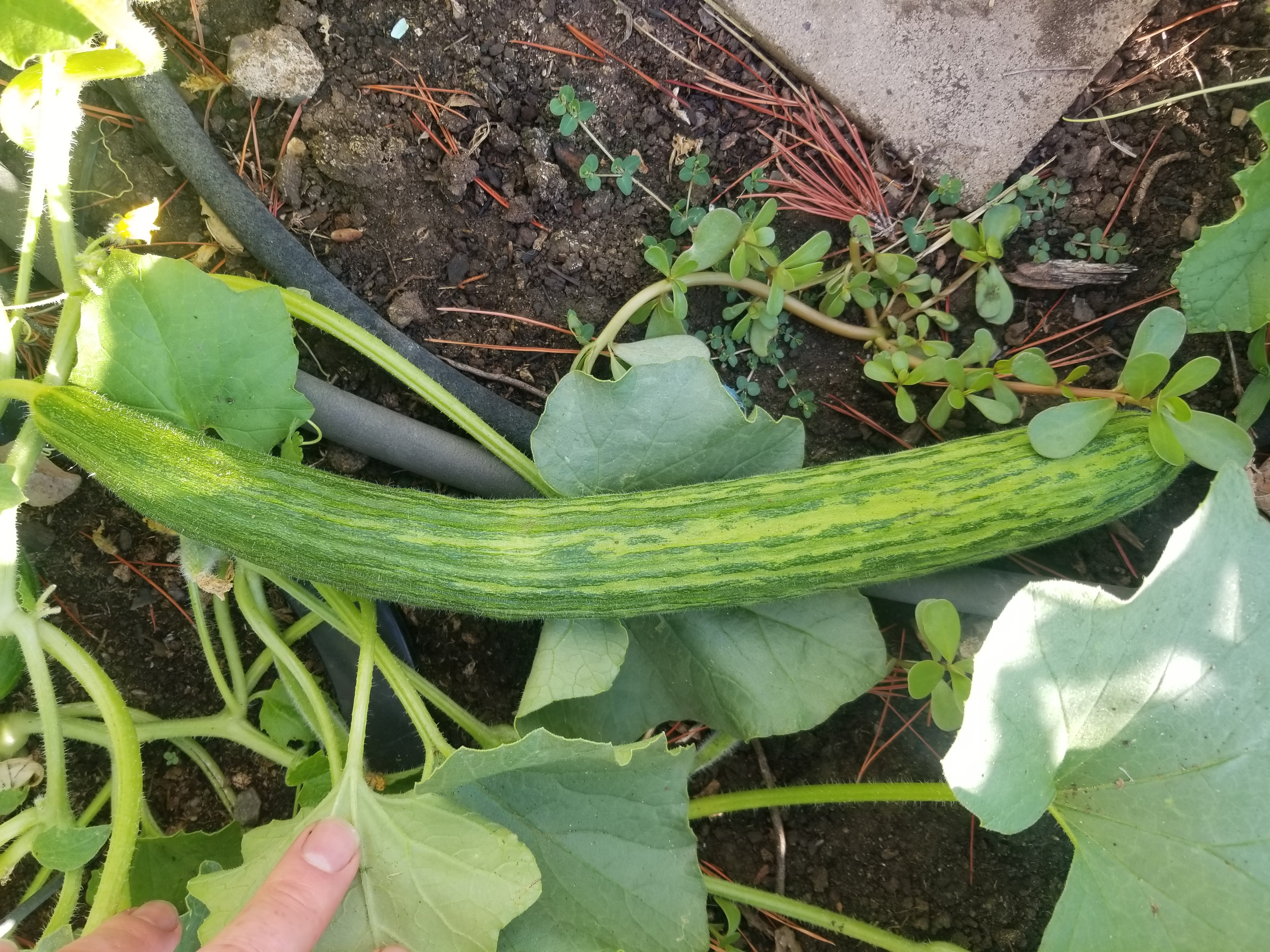
Facussa

## Origine
La popolazione di origine ligure (pegliese, genovese) che emigrò in Tunisia alla metà del Cinquecento colonizzò dal 1738 l'isola di San Pietro e fondò il paese di Carloforte, nel sud della Sardegna.
Nel periodo trascorso in Tunisia, presso l'isola di Tabarka, (per cui la popolazione da allora fu detta "tabarchina"), furono adottati alcuni cibi locali, poi esportati a Carloforte, tra i quali un particolare tipo di melone, molto dissetante e di sapore delicato, privo di principi acri: la facussa.
Il termine deriva dall'arabo "faguss.

## Descrizione e uso
La facussa (raccolta in fase di immaturità, come il comune cetriolo) contrariamente ai comuni cetrioli ha il corpo fruttifero sottile: 2-3 cm, molto allungato: 30-40 cm, e ritorto, di colore verde o striato di colore verde-giallo chiarissimo, non ha escrescenze spinose ma solo in alcuni casi una leggerissima pelosità; ha sapore fresco e delicato, è comune ingrediente di insalate, soprattutto estive, con tonno salato, pomodori e "galletta", cioè biscotto azzimo dei marinai.

## Diffusione, ed altri significati
La verdura è in uso presso la popolazione di Carloforte nell'isola di San Pietro, ed inoltre presso la popolazione di Calasetta nella attigua isola di Sant'Antioco, di uguale origine etnica; è diffusa inoltre in vari distretti della Sardegna e di altri luoghi dove risiedono tabarchini emigrati.
Per la facilità di coltivazione, il basso valore commerciale e per l'esiguo valore nutritivo della verdura, il termine facussa è spesso usato a definire, per traslato, una persona sciocca e di basso valore.
È noto in Sicilia anche con il nome di "cucummaru".